# Aka manto
Aka manto (赤マント? in italiano "mantellina rossa") è il protagonista di una leggenda metropolitana giapponese incentrata su uno spirito maligno che infesta i bagni pubblici e le toilette delle scuole, chiedendo ai malcapitati avventori se desiderano carta rossa o carta blu (secondo altre versioni, offrirà un mantello rosso o blu).

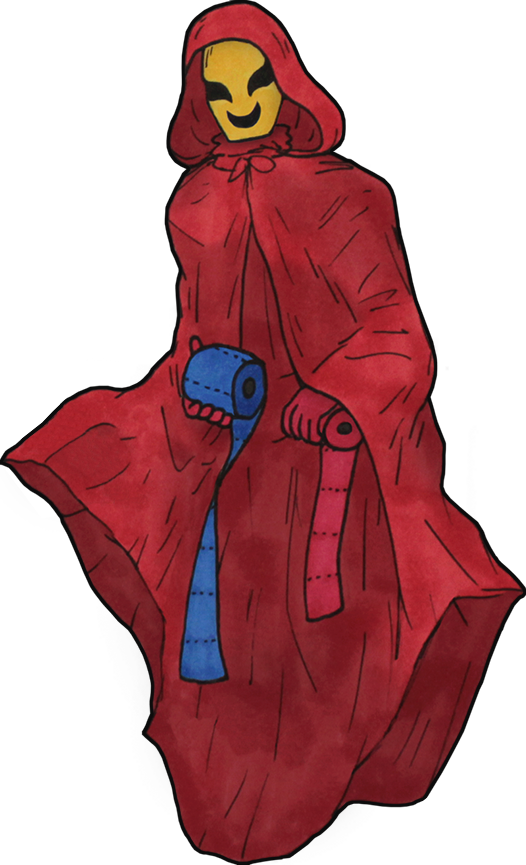
Una rappresentazione artistica di Aka manto

Spesso descritto come un uomo bello in vita e braccato costantemente da ammiratori, ora Aka manto indossa una maschera per nascondere la sua faccia.

## La leggenda
Secondo la leggenda, una volta che la vittima è seduta sul water di un bagno pubblico o di una scuola (possibilmente nella cabina più lontana dall'uscita), una voce misteriosa gli chiederà se vuole carta rossa o carta blu. A questo punto, lo sventurato si trova davanti a quattro possibilità, di cui solo una gli permette di salvarsi. Infatti:
- Se risponde «rossa», sarà decapitato e fatto a pezzi fino a che i suoi vestiti non siano diventati rossi del suo sangue;
- Se risponde «blu», sarà strangolato fino a che il suo volto non sia diventato completamente blu;
- Se risponde con un altro colore, se sta zitto o se prova a raggirare Aka manto con la retorica, verrà trascinato direttamente negli Inferi;
- Se risponde affermando di non volere carta, lo spirito se ne andrà lasciandolo in pace[1].

Come accade in molte leggende metropolitane, anche qui compaiono delle versioni alternative della stessa storia. In una, lo spirito è chiamato Aoi manto ("mantellina blu"); in un'altra chiederà all'avventore se vuole un mantello rosso o uno blu: se sceglie la prima opzione gli verrà strappata via la schiena; se opta per la seconda alternativa gli sarà estirpato tutto il sangue.
Una versione popolare della storia sostituisce la carta con un giubbotto: due poliziotti, un uomo e una donna, sono chiamati da una scuola dopo che una studentessa afferma d'aver sentito una voce maschile nel bagno delle ragazze. La donna si reca in bagno mentre il suo collega rimane fuori ad aspettarla. Successivamente sente una voce chiedere, dall'interno di una cabina: «Vogliamo mettere il giubbotto rosso?». Alla successiva risposta affermativa segue un urlo improvviso ed un forte tonfo: il poliziotto si precipita ad aprire la porta del WC, trovando la sua collega decapitata con il giubbotto rosso, poiché sporco di sangue.
Un'altra versione della storia afferma che la vittima avrà la testa infilata brutalmente nel water appena usato qualora dovesse rispondere alla domanda di Aka manto chiedendo carta gialla (o mantello giallo).